# Phymatostetha borneensis
Phymatostetha borneensis är en insektsart som beskrevs av Butler 1874. Phymatostetha borneensis ingår i släktet Phymatostetha och familjen spottstritar. Inga underarter finns listade i Catalogue of Life.